# Pointe-à-Pitre Le Raizet Airport
Pointe-à-Pitre Le Raizet Airport (franska: Aérodrome de Pointe-à-Pitre-le Raizet, Aéroport Guadeloupe Pôle Caraïbes) är en flygplats i Guadeloupe (Frankrike).   Den ligger i departementet Guadeloupe och regionen Guadeloupe, i den centrala delen av Guadeloupe, 40 km nordost om huvudstaden Basse-Terre. Pointe-à-Pitre Le Raizet Airport ligger 10 meter över havet.
Terrängen runt Pointe-à-Pitre Le Raizet Airport är platt. Havet är nära Pointe-à-Pitre Le Raizet Airport västerut. Runt Pointe-à-Pitre Le Raizet Airport är det tätbefolkat, med 550 invånare per kvadratkilometer. Närmaste större samhälle är Les Abymes, 3,0 km öster om Pointe-à-Pitre Le Raizet Airport. Omgivningarna runt Pointe-à-Pitre Le Raizet Airport är en mosaik av jordbruksmark och naturlig växtlighet.